# Mischocyttarus marginatus
Mischocyttarus marginatus är en getingart som först beskrevs av Fox 1898.  Mischocyttarus marginatus ingår i släktet Mischocyttarus och familjen getingar. Inga underarter finns listade i Catalogue of Life.